# Chinese Super League
Chinese Super League (zkráceně CSL, česky Čínská superliga) je nejvyšší profesionální fotbalová liga v ČLR.
Soutěž byla vytvořena v roce 2004. Původně byla složena z 12 týmů, avšak byla rozšířena a v současném ligovém ročníku 2017 je celkem 16 týmů.
Titul vyhrálo zatím celkem 6 týmů: Šen-čen-š’, Ta-lien Š’-te, Šan-tung Lu-neng Tchaj-šan, Čchang-čchun Ja-tchaj, Peking Čung-che Kuo-an a Kuang-čou Evergrande Tchao-pao, který je mistr minulého ročníku.

## Herní systém
Na rozdíl od evropských soutěží, čínská Superliga začíná v únoru nebo v březnu, a končí v listopadu nebo prosinci.

### 2004-2007
Herní systém byl stejný jako později mezi lety 2008-2019 jen s tím rozdílem, že v roce 2004 hrálo soutěž 12 týmů, v roce 2005 14 a v letech 2006 a 2007 15.

### 2008-2019
V každé sezóně hrály všechny týmy mezi sebou dvakrát (1x na domácím hřišti a 1x na hřišti soupeře. V ligovém systému, kde bylo celkem 16 týmů, hrály 30 kol, což bylo celkem 240 zápasů v sezóně. Dva nejhorší týmy tabulky na konci sezóny sestoupily do nižší soutěže China League One a naopak dva týmy z nižší soutěže postoupily.
První tři týmy konečné ligové tabulky se stejně jako vítěz čínského poháru kvalifikovaly do následujícího ročníku Ligy mistrů AFC, pokud se jeden z těchto týmů stal současně vítězem poháru, bylo nahrazeno jeho volné místo v pořadí dalším týmem z ligy.

### 2020
V roce 2020 se Čínská Super Liga hrála na dvě skupiny po osmi, následné play-off o titul, o 5.-8. místo, o 9.-16. místo a baráž, do které šel předposlední tým a druhý tým druhé ligy. Do baráže se dostal prvoligový Wuhan FC a druholigový Zhejiang Professional. Po remíze 2:2 a výhře 1:0 se Wuchanští v nejvyšší soutěži udrželi.

### 2021-
Od roku 2021 se soutěž pro změnu hraje na dvě skupiny po osmi, kdy se po 14 odehraných zápasech udělají nové skupiny se stejným počtem týmů. Jedna o titul sestávající z prvních čtyř týmů obou skupin a druhá o sestup skládající se z posledních čtyř týmů z každé skupiny. Týmy ze skupiny o titul tak obsadí pozice 1-8 a týmy ze skupiny o sestup 9-16. První dva týmy postupují přímo do Ligy mistů, třetí jde do její kvalifikace. Sestupují poslední dva celky.

## Vítězové jednotlivých sezón
| Sezóna | Vítěz                                     | 2. místo                   |
| ------ | ----------------------------------------- | -------------------------- |
| 2004   | Šen-čen-š’ (1. titul)                     | Šan-tung Lu-neng Tchaj-šan |
| 2005   | Ta-lien Š’-te (1. titul)                  | Šanghaj Šen-chua           |
| 2006   | Šan-tung Lu-neng Tchaj-šan (1. titul)     | Šanghaj Šen-chua           |
| 2007   | Čchang-čchun Ja-tchaj (1. titul)          | Peking Kuo-an              |
| 2008   | Šan-tung Lu-neng Tchaj-šan (2. titul)     | Tchien-ťin Teda            |
| 2009   | Peking Kuo-an (1. titul)                  | Čchang-čchun Ja-tchaj      |
| 2010   | Šan-tung Lu-neng Tchaj-šan (3. titul)     | Tchien-ťin Teda            |
| 2011   | Kuang-čou Evergrande (1. titul)           | Peking Kuo-an              |
| 2012   | Kuang-čou Evergrande (2. titul)           | Ťiang-su Su-ning           |
| 2013   | Kuang-čou Evergrande (3. titul)           | Šan-tung Lu-neng Tchaj-šan |
| 2014   | Kuang-čou Evergrande (4. titul)           | Peking Kuo-an              |
| 2015   | Kuang-čou Evergrande Tchao-pao (5. titul) | Šanghaj SIPG               |
| 2016   | Kuang-čou Evergrande Tchao-pao (6. titul) | Ťiang-su Su-ning           |
| 2017   | Kuang-čou Evergrande Tchao-pao (7. titul) | Šanghaj SIPG               |
| 2018   | Šanghaj Port (1. titul)                   | Kuang-čou FC               |
| 2019   | Kuang-čou FC (8. titul)                   | Peking Kuo-an              |
| 2020   | Ťiang-su Su-ning (1. titul)               | Kuang-čou FC               |
| 2021   | Šan-tung Tchaj-šan FC (4. titul)          | Kuang-čou FC               |

## Nejlepší kluby v historii - podle počtu titulů
| Vítězové nejvyšší ligové soutěže |        |              |                                                |
| Klub                             | Tituly | Super League | Vítězné ročníky                                |
| Ta-lien Š’-te                    | 8      | 1            | 1994, 1996, 1997, 1998, 2000, 2001, 2002, 2005 |
| Kuang-čou FC                     | 7      | 7            | 2011, 2012, 2013, 2014, 2015, 2016, 2017, 2019 |
| Liao-ning Chung-jün              | 6      | –            | 1987, 1988, 1990, 1991, 1992, 1993             |
| Šan-tung Tchaj-šan FC            | 4      | 3            | 1999, 2006, 2008, 2010, 2021                   |
| Čína „B“                         | 1      | –            | 1989                                           |
| Šanghaj Greenland Šen-chua       | 1      | –            | 1995                                           |
| Šen-čen-š’                       | 1      | 1            | 2004                                           |
| Čchang-čchun Ja-tchaj            | 1      | 1            | 2007                                           |
| Peking Čung-che Kuo-an           | 1      | 1            | 2009                                           |
| Šanghaj Port                     | 1      | 1            | 2018                                           |
| Ťiang-su Su-ning                 | 1      | 1            | 2020                                           |

## Týmy pro sezonu 2022
- Čchang-čchun Ja-tchaj FC
- Cchang-čou Mighty Lions FC
- Čchung-čching Tang-taj Li-fan
- Che-nan Ťien-jie
- Che-pej FC
- Kuang-čou FC
- Kuang-čou City FC
- Mej-čou Hakka FC
- Peking Kuo-an FC
- Šan-tung Tchaj-šan FC
- Šanghaj Port FC
- Šanghaj Šen-chua FC
- Šen-čen-š' FC
- Ta-lien Professional FC
- Wu-chan FC
- Wu-chan Three Towns FC